# Pietro Vannucci
GianPietro Vannucci Maldonado (Lima, Perú; 29 de marzo de 1975) es un actor peruano. Toda su vida ha trabajado en Televisa, México.

## Carrera
Se le brinda su primera oportunidad en 2001 en la telenovela María Belén, pero lo rechaza. En 2003, llega su segunda oportunidad para cumplir su sueño y lo contratan en Velo de novia donde interpreta a Luigi (Chef de Ricarda). Después hace un cameo en un episodio de Mujer, casos de la vida real. 
Participa en 2007 en la serie ¿Y ahora qué hago? en el episodio "La venganza es dulce", interpretando a Ronnie. Su segunda telenovela para Televisa fue Tormenta en el paraíso en 2007. En 2008 hace de Gonzalo en Fuego en la sangre junto a Adela Noriega y Eduardo Yáñez.
Fue invitado especial en Sexo y otros secretos en 2008. Y en 2009 participa en Sortilegio como Jonathan, junto a Jacqueline Bracamontes, William Levy y Daniela Romo. En 2009 participa en La rosa de Guadalupe y Hasta que el dinero nos separe.
En 2011 participa en Amorcito, corazón y Por ella soy Eva. En 2012 actúa en Corona De Lágrimas. Luego le siguen Qué bonito amor y La mujer del vendaval.
En 2013 participa en Libre para amarte y Como dice el dicho en 2011.

## Trayectoria

### Telenovelas
- Golpe de suerte (2023) - Adrián
- Te doy la vida (2020) - Juez
- Mi marido tiene más familia (2019) - Luigi
- El vuelo de la victoria (2017) - Saúl
- Mi adorable maldición (2017) - Felipe
- Vino el amor (2016) - Oficial
- Las amazonas (2016)
- La vecina (2015 - 2016) - Ernesto
- Lo imperdonable (2015) - Zepeda
- La gata (2014) - Manuel
- De que te quiero, te quiero (2013 - 2014) -Doctor Salcido
- La mujer del Vendaval (2013) - Mark
- Qué bonito amor (2012 - 2013) - Fabián
- Corona de lágrimas (2012)
- Por ella soy Eva (2012) - Sebastián
- La fuerza del destino (2011) - Detective Ochoa
- Corazón salvaje (2009) - Capitán Bretón
- Hasta que el dinero nos separe (2009) - Guillermo Soler / "Extranjero"
- Sortilegio (2009) - Jonathan
- Fuego en la sangre (2008) - Gonzalo
- Tormenta en el paraíso (2007) - Botel
- Amor sin maquillaje (2007) - Pietro
- Mundo de fieras (2006 - 2007) - Jorge "Giorgio"
- Velo de novia (2003) - Luigi (Chef de Ricarda)

### Series
- Sin miedo a la verdad (2020) - Marcos (Episodio: "Amigo fiel")
- Como dice el dicho (2012 - 2019) - (6 episodios)
- La rosa de Guadalupe (2010 - 2018) - (12 episodios)
- Sexo y otros secretos (2007) - Invitado
- ¿Y ahora qué hago? (2007) - Ronnie
- Mujer, casos de la vida real (2005) - (1 episodio)